# Novi Níger
Novi Níger (en llatí Novius Niger) va ser un magistrat romà.
Era qüestor l'any 63 aC i va investigar els casos dels conspiradors catalinaris. Juli Cèsar que era llavors pretor, va ser acusat davant Níger per Luci Vetti com un dels conspiradors i Cèsar va acusar Níger per permetre que un magistrat d'alt rang fos acusat davant seu, i posteriorment el va empresonar.